# Jan Adolf II. ze Schwarzenbergu
Jan Adolf II. ze Schwarzenbergu (22. května 1799 Vídeň – 15. září 1888 Hluboká nad Vltavou), celým jménem německy Johann Adolf II. Joseph Friedrich Karl zu Schwarzenberg byl příslušník a kníže šlechtického rodu Schwarzenbergů, představitel tzv. primogenitury a 12. vévoda krumlovský, který se významně zasloužil o modernizaci hospodářství a průmyslu v jižních Čechách a na Šumavě. Na Schwarzenberském dominiu zavedl revoluční reformy v lesnictví, zemědělství a rybníkářství. Byl obdivovatel anglické kultury.

## Život

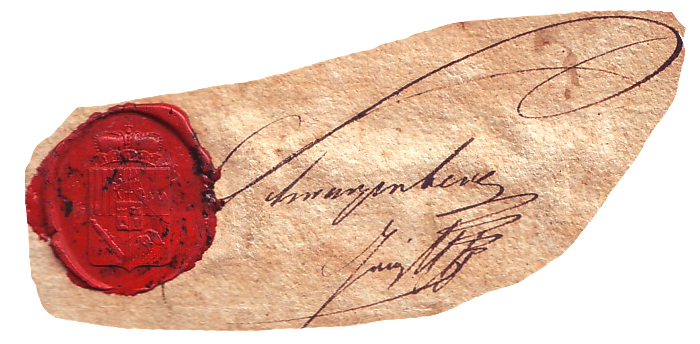
Pečeť s podpisem r.1834

Narodil se jako prvorozený syn knížete Josefa II. a Pavlíny z Arenbergu a od dětství byl vychováván jako dědic hlubocko-krumlovské větve Schwarzenbergů, tzv. primogenitury. Zatímco jeho bratr Felix se tak věnoval politice a bratr Bedřich církevní kariéře, Jan Adolf byl připravován na správu rodového majetku. Později proto odmítl navzdory rodové historii vstoupit do státních služeb habsburské monarchie, aby se mohl plně věnovat rozvoji jižních Čech.[zdroj?]
Ekonomické vzdělání získal především během studijních cest po Anglii, kterou poprvé navštívil již roku 1825. Jako zvláštní císařský vyslanec se mimo jiné účastnil korunovace krále Karla X. ve Francii roku 1825 i královny Viktorie v Anglii v roce 1838.[zdroj?]
Roku 1830 se oženil s Eleonorou z Lichtenštejna (1812–1873), jejíž jméno dodnes nese šumavská obec Lenora (dříve Eleonorenhain). Z manželství vzešel již roku 1832 dědic Adolf Josef a o rok později se páru narodila i dcera Marie Leopoldina.[zdroj?]

### Správa majetku a reformy

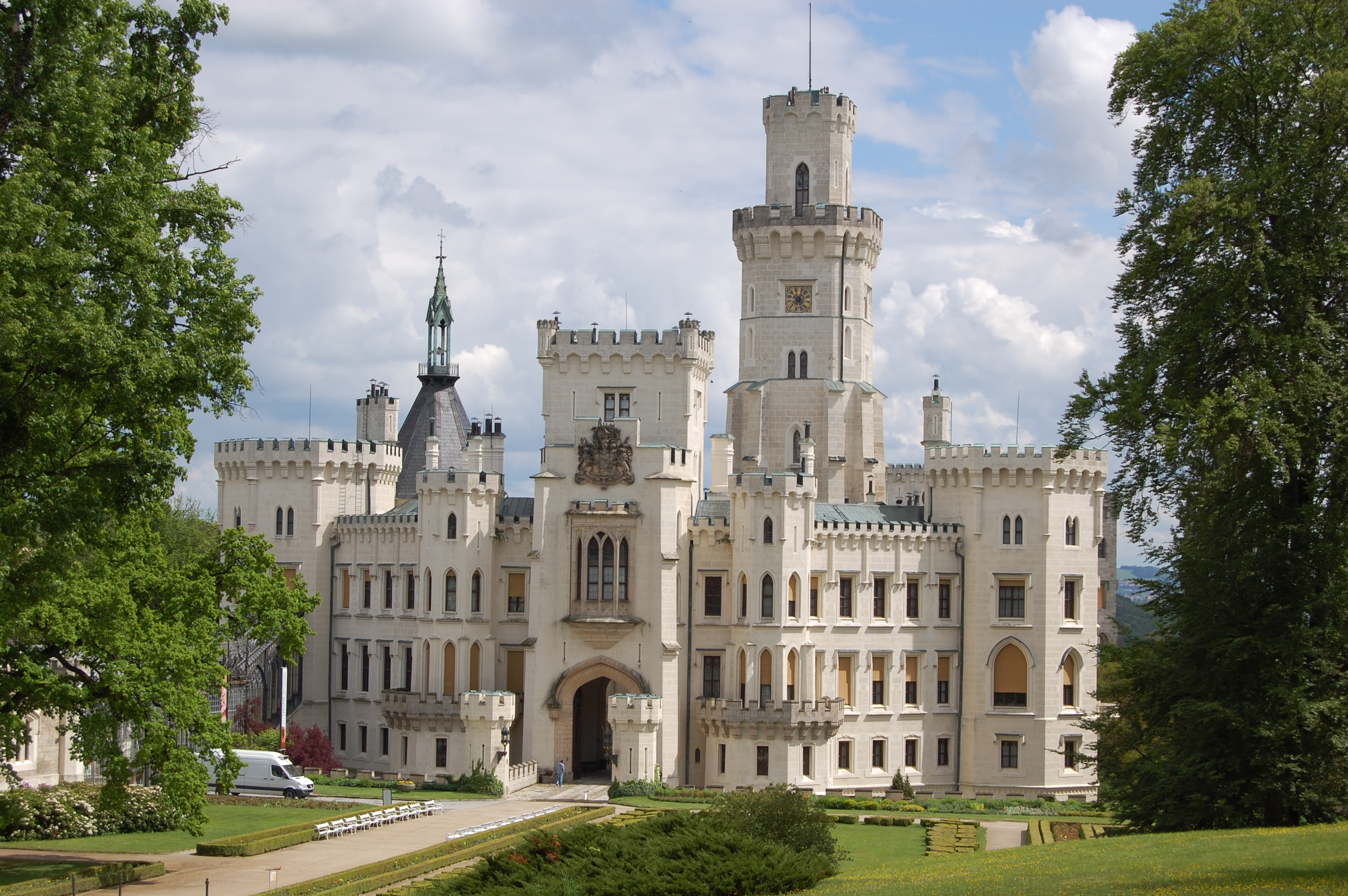
Nové sídlo rodu – zámek Hluboká nad Vltavou přestavěný v letech 1840–1855 (1871) v novogotickém stylu.

Roku 1829 získal Jan Adolf do správy panství Mšec, kde započal realizovat svůj sen o reformě hospodářství, přičemž těžil především ze svých poznatků získaných během cest po Anglii a o čtyři roky později po smrti otce roku 1833 převzal vládu nad celým rodovým majetkem v jižních Čechách. Byl na ni dobře připraven, což prokázal při řešení složitých poměrů, které nastaly po zrušení poddanství roku 1848, jež se v případě Schwarzenbergů týkalo téměř čtvrt milionu lidí. Třebaže kníže Jan Adolf II. přišel o dvě třetiny své půdy, byl schopen soustředit rostlinnou a živočišnou výrobu do nově vytvářených velkostatků, čímž byly dány předpoklady k modernizaci zemědělství.[zdroj?]
Od roku 1842 byl členem c. k. vlastenecko-hospodářské společnosti a od roku 1848 jejím presidentem.
Hospodářskou problematikou se Jan Adolf intenzivně zabýval a dosáhl řady pozoruhodných výsledků. Prováděl promyšleně hospodářské reformy, rozšiřoval škálu pěstovaných plodin, chov ušlechtilých plemen skotu a ovcí, zaváděl do zemědělství meliorace, používání umělých hnojiv a technické vynálezy. Mezi další reformy patřilo např. zavedení pěstování řepky a koňského bobu, zavedení tzv. střídavého hospodářství, hnojení na základě odborných posudků a kompletní systematizace lesnictví na základě desetiletých revizí. Lesnictví se následně stalo největší chloubou schwarzenberského panství.[zdroj?]
Jan Adolf se však zapsal i do vývoje českého rybníkářství, cukrovarnictví, těžařství, mlékárenství, pivovarnictví, stavebnictví a mnoha dalších průmyslových odvětví. Založil několik odborných škol, včetně vůbec první rolnické školy v Čechách pro česky mluvící žáky v Rábíně na Netolicku, a na svých panstvích cíleně vyhledával a podporoval nadějné studenty, které dokonce na vlastní náklady posílal studovat do zahraničí. Neustálá školení však v duchu inovace a reformy museli podstupovat i stálí a dlouholetí zaměstnanci, jimž byly za účelem samostudia otevřeny knihovny a archivy v Třeboni a v Postoloprtech. Celkově příznivý ekonomický stav spolu s výhodami Schwarzenberského penzijního fondu umožnil již od posledních desetiletí 19. století nadprůměrně dobré sociální zabezpečení pracovníků „na knížecím“, kteří se začali hrdě označovat za Švarcenberáky.[zdroj?]
Roku 1873 prezentoval se svým synem Adolfem Josefem na Světové výstavě ve Vídni svůj ekonomický zázrak a hospodářské úspěchy Schwarzenberského dominia. To se tak stalo symbolem prosperity a inspirací nejenom v Čechách, ale v celé Evropě. Šíření modernizace v Českých zemích Jan Adolf II. podporoval mimo jiné i z pozice předsedy Vlastenecko-hospodářské společnosti v Čechách.[zdroj?]

### Stavební a restaurační projekty

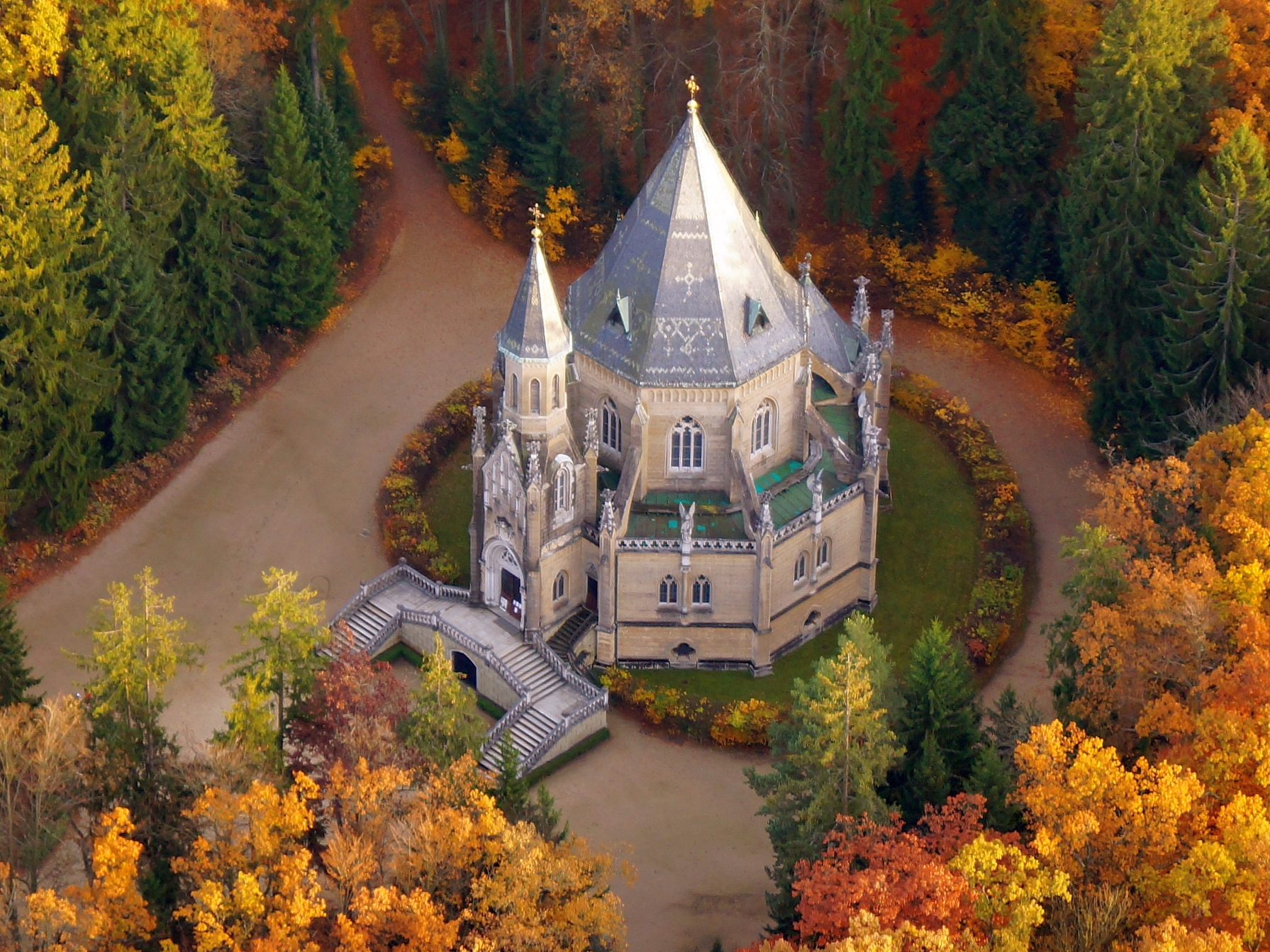
Schwarzenberská hrobka v Domaníně, kterou Jan Adolf II. nechal vystavět a kde byl také pohřben.

Kníže Jan Adolf II. byl proslulý obdivovatel nejenom britského hospodářství, ale i anglické kultury. V letech 1840–1871 proto nechal přestavět zámek Hluboká do jeho současné podoby v romantickém stylu anglické neogotiky. Sem také českokrumlovští Schwarzenbergové následně přesunuli své sídlo, třebaže si Český Krumlov ponechal své výsadní postavení jako starého rodového sídla obou schwarzenberských větví. Svůj značný podíl na úspěšné realizaci přestavby však měla i jeho choť Eleonora z Lichtenštejna, pro niž se stala přestavba zámku jako nové moderní residence hlavní životní náplní.[zdroj?]
Jan Adolf II. dbal i o odkaz svého rodu. Dal restaurovat cenné obrazy, shromažďoval informace o dějinách Schwarzenbergů a nechal vystavět monumentální Schwarzenberskou hrobku u Třeboně. V zámku Ohrada zřídil lesnické muzeum, kde byly vystaveny i knížecí prehistorické sbírky. Jeho zájem o systematizaci se dotkl i schwarzenberských archivů, kterých během svých badatelských činností rád využíval František Palacký, přítel budoucího knížete Adolfa Josefa. Během jeho vlády byly zahájeny restaurační práce na knížecích zámcích a církevních i hospodářských stavbách.[zdroj?]

### Konec života
Kníže Jan Adolf II. zemřel na svém novém sídle v Hluboké nad Vltavou 15. září 1888. Již za svého života byl považován za jednoho z nejvýznamnějších reformátorů a hospodářů své doby, jehož zásluhou dosáhly jižní Čechy nevídané transformace a následného ekonomické zázraku, který neměl na starém kontinentě obdoby. V jeho díle pokračoval i jeho syn a kníže Adolf Josef.[zdroj?]

### Rodina
Ve Vídni se oženil 23. května 1830 s Marií Eleonorou princeznou z Liechtensteinu (25. 12. 1812 Vídeň – 27. 7. 1873 Třeboň), dcerou prince Mořice z Lichtenštejna (21. 7. 1775 Vídeň – 24. 3. 1819 Vídeň) z rodové sekundogenitury sídlící na Moravském Krumlově (něm. Mährisch Kromau) a Leopoldiny, rozené kněžny Esterházyové z Galanty (31. 1. 1788 Vídeň – 6. 9. 1846 Liběšice). Narodily se jim tři děti (dvě legitimní: jeden syn a jedna dcera; Eleonořin nejmladší syn byl pravděpodobně nemanželského původu):
- 1. Adolf Josef ze Schwarzenbergu (18. 3. 1832 Vídeň – 5. 10. 1914 Libějovice)
  - ∞ (4. 5. 1857 Vídeň) Ida z Liechtensteinu (17. 9. 1839 Lednice – 4. 8. 1921 Libějovice)
- 2. Marie Leopoldina (2. 11. 1833 Vídeň – 8. 2. 1909 Praha)
  - ∞ (23. 6. 1851 Vídeň) Arnošt František z Waldstein–Wartenbergu (10. 10. 1821 Praha – 1. 8. 1904 Praha)
- 3. Walter Prosper (25. 4. 1839 Vídeň – 19. 4. 1841 Vídeň), schwarzenberské genealogické vývody ho neuvádějí. Vychováván byl na Červeném Dvoře. Zemřel po tragické nehodě v jednom roce. Vypadl chůvě z kočáru, když se splašil kůň. Původně byl pochován na ostrůvku v parku u zámku Červený Dvůr, později v hrobce v Domaníně.

## Výpis z předků
|                                 |                                              |  |                           |                                                     |  |  |  |  |  |  |  | Adam František ze Schwarzenbergu |
|                                 |                                              |  |                           |                                                     |  |  |  |  |  |  |  |                                  |
|                                 | Josef I. Adam ze Schwarzenbergu              |  |                           |                                                     |  |  |  |  |  |  |  |                                  |
|                                 |                                              |  |                           |                                                     |  |  |  |  |  |  |  |                                  |
|                                 |                                              |  |                           | Eleonora Amálie z Lobkowicz                         |  |  |  |  |  |  |  |                                  |
|                                 |                                              |  |                           |                                                     |  |  |  |  |  |  |  |                                  |
|                                 | Jan Nepomuk I. ze Schwarzenbergu             |  |                           |                                                     |  |  |  |  |  |  |  |                                  |
|                                 |                                              |  |                           |                                                     |  |  |  |  |  |  |  |                                  |
|                                 |                                              |  |                           | Josef Jan Adam z Lichtenštejna                      |  |  |  |  |  |  |  |                                  |
|                                 |                                              |  |                           |                                                     |  |  |  |  |  |  |  |                                  |
|                                 | Marie Terezie z Lichtenštejna                |  |                           |                                                     |  |  |  |  |  |  |  |                                  |
|                                 |                                              |  |                           |                                                     |  |  |  |  |  |  |  |                                  |
|                                 |                                              |  |                           | Marie Anna Kateřina z Oettingen-Spielbergu          |  |  |  |  |  |  |  |                                  |
|                                 |                                              |  |                           |                                                     |  |  |  |  |  |  |  |                                  |
|                                 | Josef II. ze Schwarzenbergu                  |  |                           |                                                     |  |  |  |  |  |  |  |                                  |
|                                 |                                              |  |                           |                                                     |  |  |  |  |  |  |  |                                  |
|                                 |                                              |  |                           | Antonín Karel z Oettingen-Wallersteinu              |  |  |  |  |  |  |  |                                  |
|                                 |                                              |  |                           |                                                     |  |  |  |  |  |  |  |                                  |
|                                 | Filip Karel Dominik z Oettingen-Wallersteinu |  |                           |                                                     |  |  |  |  |  |  |  |                                  |
|                                 |                                              |  |                           |                                                     |  |  |  |  |  |  |  |                                  |
|                                 |                                              |  |                           | Marie Anežka Magdalena Fuggerová                    |  |  |  |  |  |  |  |                                  |
|                                 |                                              |  |                           |                                                     |  |  |  |  |  |  |  |                                  |
|                                 | Marie Eleonora z Öttingen-Wallersteinu       |  |                           |                                                     |  |  |  |  |  |  |  |                                  |
|                                 |                                              |  |                           |                                                     |  |  |  |  |  |  |  |                                  |
|                                 |                                              |  |                           | Kraft Antonín Vilém z Oettingenu                    |  |  |  |  |  |  |  |                                  |
|                                 |                                              |  |                           |                                                     |  |  |  |  |  |  |  |                                  |
|                                 | Šarlota Juliana z Oettingenu                 |  |                           |                                                     |  |  |  |  |  |  |  |                                  |
|                                 |                                              |  |                           |                                                     |  |  |  |  |  |  |  |                                  |
|                                 |                                              |  |                           | Marie Eleonora ze Schönborn-Buchheimu               |  |  |  |  |  |  |  |                                  |
|                                 |                                              |  |                           |                                                     |  |  |  |  |  |  |  |                                  |
| Jan Adolf II. ze Schwarzenbergu |                                              |  |                           |                                                     |  |  |  |  |  |  |  |                                  |
|                                 |                                              |  |                           |                                                     |  |  |  |  |  |  |  |                                  |
|                                 |                                              |  | Leopold Filip z Arenbergu |                                                     |  |  |  |  |  |  |  |                                  |
|                                 |                                              |  |                           |                                                     |  |  |  |  |  |  |  |                                  |
|                                 | Karel Maria Raimund z Arenbergu              |  |                           |                                                     |  |  |  |  |  |  |  |                                  |
|                                 |                                              |  |                           |                                                     |  |  |  |  |  |  |  |                                  |
|                                 |                                              |  |                           | Marie Francisca Pignatelli                          |  |  |  |  |  |  |  |                                  |
|                                 |                                              |  |                           |                                                     |  |  |  |  |  |  |  |                                  |
|                                 | Ludvík Engelbert z Arenbergu                 |  |                           |                                                     |  |  |  |  |  |  |  |                                  |
|                                 |                                              |  |                           |                                                     |  |  |  |  |  |  |  |                                  |
|                                 |                                              |  |                           | Ludvík Engelbert z La Marcku                        |  |  |  |  |  |  |  |                                  |
|                                 |                                              |  |                           |                                                     |  |  |  |  |  |  |  |                                  |
|                                 | Luisa Markéta z La Marck-Schleidenu          |  |                           |                                                     |  |  |  |  |  |  |  |                                  |
|                                 |                                              |  |                           |                                                     |  |  |  |  |  |  |  |                                  |
|                                 |                                              |  |                           | Marie Anne Hyacinthe de Visdelou, Dame de Bienassis |  |  |  |  |  |  |  |                                  |
|                                 |                                              |  |                           |                                                     |  |  |  |  |  |  |  |                                  |
|                                 | Pavlína Karolína z Arenbergu                 |  |                           |                                                     |  |  |  |  |  |  |  |                                  |
|                                 |                                              |  |                           |                                                     |  |  |  |  |  |  |  |                                  |
|                                 |                                              |  |                           | Louis II. de Brancas                                |  |  |  |  |  |  |  |                                  |
|                                 |                                              |  |                           |                                                     |  |  |  |  |  |  |  |                                  |
|                                 | Louis-Léon de Brancas                        |  |                           |                                                     |  |  |  |  |  |  |  |                                  |
|                                 |                                              |  |                           |                                                     |  |  |  |  |  |  |  |                                  |
|                                 |                                              |  |                           | Adelaide Geneviève d'O, Marquise de Franconville    |  |  |  |  |  |  |  |                                  |
|                                 |                                              |  |                           |                                                     |  |  |  |  |  |  |  |                                  |
|                                 | Luisa Paulina de Brancas-Villars             |  |                           |                                                     |  |  |  |  |  |  |  |                                  |
|                                 |                                              |  |                           |                                                     |  |  |  |  |  |  |  |                                  |
|                                 |                                              |  |                           | Alexandre de Gand-Vilain, Comte de Middelburg       |  |  |  |  |  |  |  |                                  |
|                                 |                                              |  |                           |                                                     |  |  |  |  |  |  |  |                                  |
|                                 | Élisabeth-Pauline de Lauraguais              |  |                           |                                                     |  |  |  |  |  |  |  |                                  |
|                                 |                                              |  |                           |                                                     |  |  |  |  |  |  |  |                                  |
|                                 |                                              |  |                           | Alžběta Pavlína z La Rochefoucauld                  |  |  |  |  |  |  |  |                                  |
|                                 |                                              |  |                           |                                                     |  |  |  |  |  |  |  |                                  |